# Caroline Pafford Miller
Caroline Ethel Pafford Miller, später Ray, (* 26. August 1903 in Waycross, Georgia; † 12. Juli 1992 in Waynesville, North Carolina) war eine US-amerikanische Romanautorin. Sie sammelte die Volksmärchen, Geschichten und archaischen Dialekte der ländlichen Gemeinden, die sie in den späten 1920er und frühen 1930er Jahren in ihrem Heimatstaat Georgia besuchte, und verwebte sie in ihrem ersten Roman, Lamb in His Bosom, für den sie 1934 den Pulitzer-Preis für Belletristik und 1935 den französischen Literaturpreis, den Prix Femina Americain, gewann. Ihr Erfolg als erste Gewinnerin des Pulitzer-Preises aus Georgia inspirierte den Macmillan Verlag dazu, weitere Südstaaten-Autoren zu suchen, was zur Entdeckung von Margaret Mitchell führte, deren erster Roman, Vom Winde verweht, 1937 ebenfalls den Pulitzer-Preis für Belletristik gewann. Millers Geschichte über die Kämpfe der Pioniere im Süden Georgias im 19. Jahrhundert fand ein Jahr nach ihrem Tod 1993 eine neue Leserschaft, als Lamb in His Bosom neu aufgelegt wurde.

## Leben
Caroline Pafford wurde als Tochter von Elias Pafford und Levy Zan Hall geboren. Sie war das jüngste von sieben Kindern. Ihr Vater war ein methodistischer Pfarrer und Lehrer, der starb, als sie in der Mittelstufe war. Ihre Mutter starb während ihrem ersten Jahr an der High School. In den verbleibenden Schuljahren wurde sie von ihren älteren Schwestern aufgezogen.
In ihrer Highschool-Zeit interessierte sich Pafford für das Schreiben und für die darstellenden Künste. Sie besuchte nie ein College. Nach ihrem Highschool-Abschluss heiratete sie William Dews Miller, der ihr Englischlehrer war, und zog in den späten 1920er Jahren nach Baxley, Georgia, wo ihr Mann schließlich Superintendent der Schulen in der Gegend von Baxley wurde. William Miller führte Caroline in die klassische Literatur ein, und sie sagte später, dass „er mein College war“. Das Paar hatte drei Söhne, von denen zwei Zwillinge waren. Während ihrer frühen Ehejahre, während sie ihre Kinder aufzog und ihre häuslichen Pflichten erfüllte, schrieb Miller Kurzgeschichten, eine Tätigkeit, die sie bereits in der High School begonnen hatte. Die Geschichten kamen gut an, und die kleinen Beträge, die sie erhielt, ergänzten das Familieneinkommen.
Miller sammelte einen Großteil des Materials für Lamb in His Bosom, während sie im Hinterland Hühner und Eier kaufte. Sie hielt ihre Recherchen in einem Notizbuch fest, während sie durch den ländlichen Süden Georgias reiste. Miller sammelte Volksmärchen und mündliche Familiengeschichten sowie Redewendungen, die schließlich den Text ihres Romans färben sollten. Die Recherchearbeit war getan, wenn sie „nach ihrer Rückkehr nach Baxley in den Barnes Drugstore ging, eine Coca-Cola bestellte und die Geschichten aufschrieb, die sie auf der Tagesreise gehört hatte“. Anschließend führte sie ihren Roman langsam in den Abendstunden an ihrem Küchentisch aus. Miller griff auch auf Geschichten aus ihrer eigenen Familiengeschichte zurück.
Nach der Fertigstellung des Romans machte sich Miller auf die Suche nach einem Verleger. Während dieser Suche traf sie die Pulitzer-Preisträgerin Julia Peterkin, die Millers Manuskript für Lamb in His Bosom las und dann an ihren eigenen Agenten weiterleitete. Harper veröffentlichte das Buch 1933.
Lamb in His Bosom ist eine Geschichte über die Kämpfe der armen weißen Pioniere des neunzehnten Jahrhunderts im Wiregrass country des südlichen Georgia. Die Kritiker lobten das Werk und beschrieben es als „regionalen historischen Realismus“. Louis Kronenberger, der Kritiker der New York Times, schrieb, der Roman has a wonderful freshness about it; not simply the freshness of a new writer, but the freshness of a new world. It all seems to have happened far away and long ago, yet Mrs. Miller has caught it roundly here and made it in its small way imperishable. Im Rückblick wird er als „einer der von der Kritik am meisten gefeierten ersten Romane der Südstaaten-Renaissance“ beschrieben.
Der Pulitzer-Preis für Belletristik wurde ihr am 7. Mai 1934 an der Columbia University verliehen. An das Publikum gerichtet, sagte Miller, dass she felt like Cinderella and that the success of her book seemed like a fairy tale.  Bei ihrer Rückkehr nach Baxley wurde sie von einer Menge von 2.500 Menschen und einer Marschkapelle begrüßt, die sie zurück zu ihrem Haus eskortierte.  Margaret Mitchell schrieb an Miller: „Ihr Buch ist zweifellos das größte, das je aus dem Süden über Südstaatler kam, und es ist mein Lieblingsbuch“. 1935 wurde Miller auch mit einem französischen Literaturpreis, dem Prix Femina Americain, geehrt.
Der Mitchell-Biograph Finis Farr berichtet, dass, nachdem Millers Roman den Pulitzer-Preis gewonnen hatte, der Macmillan-Verlag seinen Redakteur Harold S. Latham in den Süden schickte, um nach weiteren Südstaaten-Autoren Ausschau zu halten. Er fand Margaret Mitchell und veröffentlichte daraufhin Vom Winde verweht.
Die neu gewonnene Berühmtheit, die die neue Pulitzer-Preisträgerin sowohl schmeichelte als auch belastete, erwies sich für die Ehepartner als stressig. Die Verpflichtungen und die Aufmerksamkeit, die Miller auferlegt wurden, waren unvereinbar mit der ruhigen, einfachen Existenz, die sie vor ihrem Ruhm genossen hatten. Die Millers ließen sich 1936 scheiden. Caroline heiratete ein Jahr später erneut, und zwar Clyde H. Ray Jr., einen Antiquitäten- und Blumenhändler. Sie zog mit ihm in die Stadt Waynesville in North Carolina, wo Caroline im Familienbetrieb arbeitete, während sie weiterhin Kurzgeschichten und Artikel für Zeitungen und Zeitschriften wie Pictorial Review und Ladies' Home Journal schrieb. Sie bekamen eine Tochter und einen Sohn.

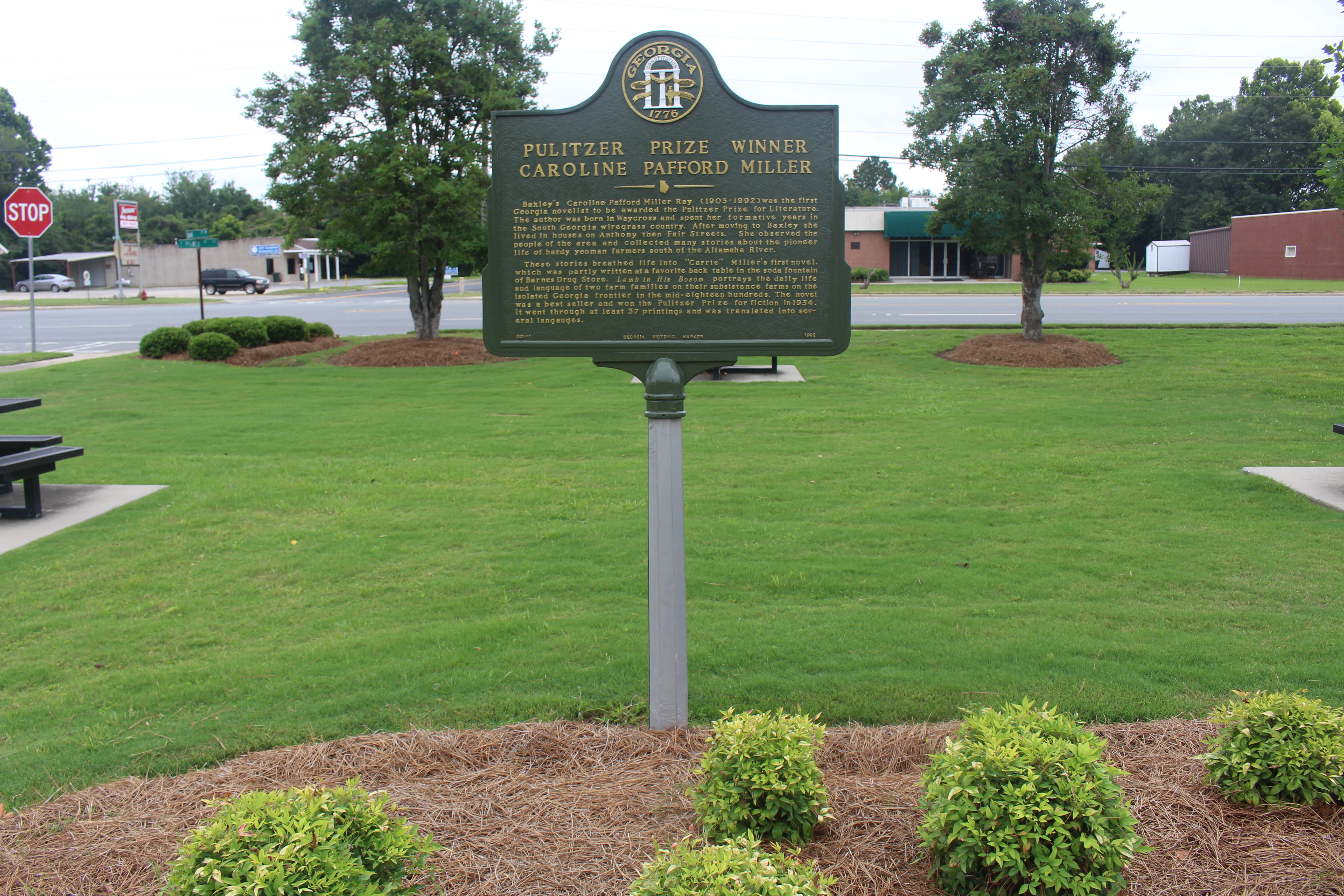
Gedenktafel in Baxley, Appling County, GA

Im Jahr 1944 beendete Miller ihren zweiten Roman, Lebanon, der von der Kritik gemischte Kritiken erhielt. Obwohl er nach dem Vorbild ihres früheren Werkes aufgebaut war und im ländlichen Georgia spielte, hatte der neue Roman eine romantische Handlung, die als unbeholfen und unrealistisch kritisiert wurde.
Nachdem ihr zweiter Mann gestorben war, zog Miller in ein äußerst abgelegenes Haus in den Bergen. In den folgenden Jahrzehnten schrieb Miller weiter und vollendete mehrere Manuskripte. Aber sie versuchte nie, sie zu veröffentlichen.
Am 12. Juli 1992 starb Miller im Alter von 88 Jahren. Sie wurde auf dem Green Hill Cemetery in Waynesville begraben. Sie hinterließ ihre Tochter und drei ihrer vier Söhne. Der Nachlass wird an der Emory University in Atlanta, GA aufbewahrt.
Ihr erster Roman wurde ein Jahr nach ihrem Tod wieder populär, als Peachtree Publishers (Atlanta) Lamb in His Bosom mit einem neuen Nachwort der Historikerin Elizabeth Fox-Genovese nachdruckte. Nach Millers eigener Definition hatte sie die größte Auszeichnung erreicht, die einem Romanautor zuteilwird: The knowledge that after he dies he will leave the best part of himself behind.
Im Jahr 2007 wurde Miller in die Liste der Georgia Women of Achievement aufgenommen. und mit der Aufnahme in die Georgia Writers Hall of Fame geehrt. 1991 veranstaltete die Stadt Baxley den Caroline Miller Day.

## Werke
- Lamb in His Bosom. Harper & Brothers, New York City 1933.
- Lebanon. Doubleday, Doran and Company, New York City 1944.